# Brautpfad

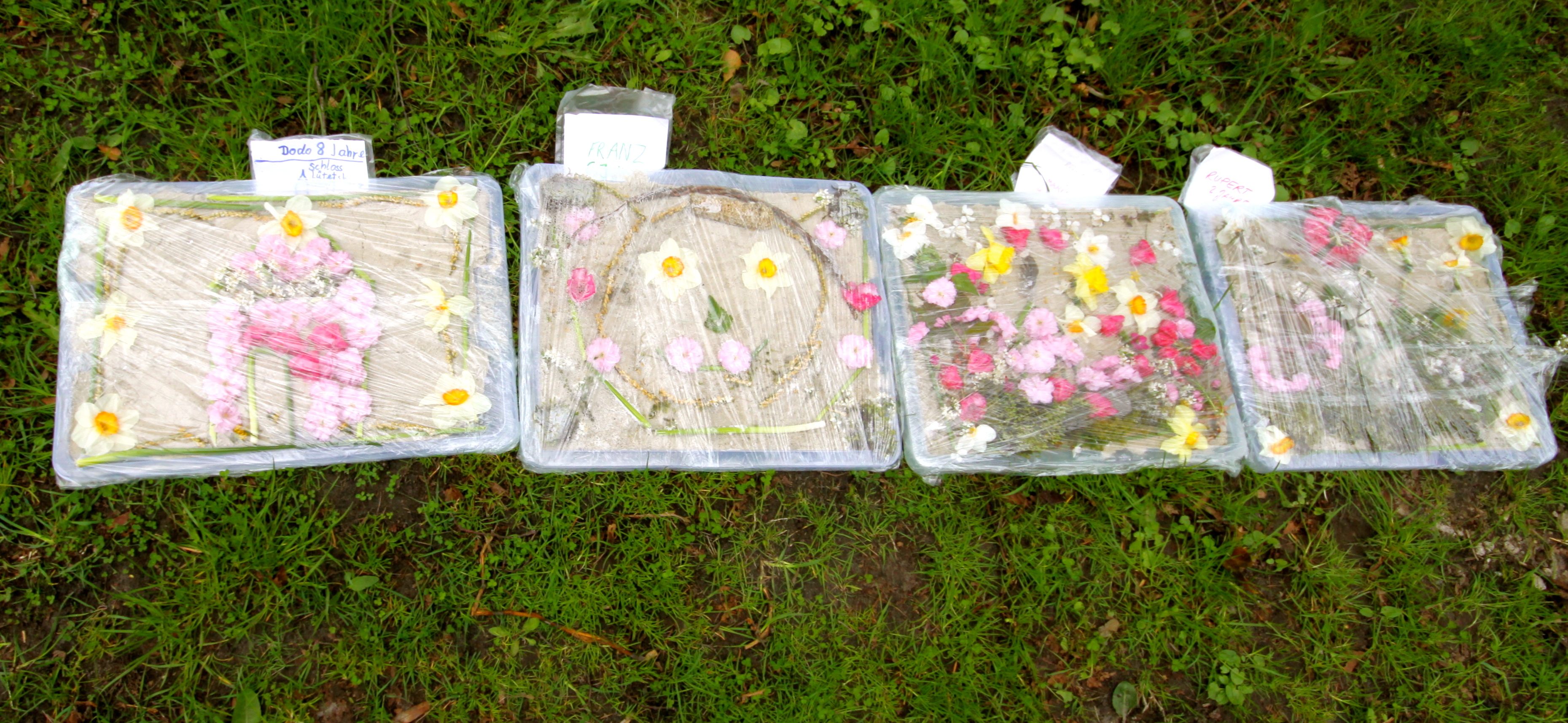
Brautpfade vor dem Schloss Lütetsburg 2013.

Brautpfad bezeichnet ein in verschiedenen Teilen Ostfrieslands, vor allem aber im Landkreis Aurich, traditionell von Kindern am Morgen des Himmelfahrtstages angelegtes Bild aus Blüten.

## Brauch
Die Blumenbilder werden entweder am Wegesrand auf hellem Sand in einem Holzrahmen oder in einer mit Sand gefüllten Kiste angelegt. Letztere bietet den Vorteil, dass das Blumenbild bereits Zuhause angefertigt werden und anschließend zum Ausstellungsort transportiert werden kann.
Häufige Motive sind Schiffe und Mühlen. Beliebt ist auch die Darstellung bekannter Symbole, zum Beispiel Kreuz, Herz und Anker für Glaube, Liebe und Hoffnung. Möglich sind aber auch freie Gestaltungen der Blumenbilder wie etwa Landschaften, Schiffe, Windmühlen oder Leuchttürme.
Traditionell wurden die Brautpfade aus Wiesenblumen hergestellt, zur weiteren Ausschmückung wurde gelegentlich auch Moos oder Laub hinzugenommen. Zum Schutz der Wildblumen werden inzwischen vielfach Gartenblumen genutzt.
Nachdem dieser Brauch in jüngerer Zeit immer weniger gepflegt wurde, ist man an verschiedenen Orten dazu übergegangen, die Brautpfade an einem zentralen Ort zu sammeln. Dort begutachtet und prämiert eine Jury die schönsten Motive.

## Hintergrund
Als Erklärung für diese ostfriesische Tradition wird auf eine in etwas unterschiedlichen Variationen überlieferte Geschichte verwiesen, nach der eine Tochter des ostfriesischen Fürstenhauses der Cirksena in Aurich auf ihren Bräutigam wartete. Der aber wurde auf dem Wege zur Hochzeit von einem Rivalen überfallen und ermordet. Als die wartende Braut die Nachricht von diesem Verbrechen erhielt, starb sie infolge des Schocks auf der Stelle. Nach einer anderen Version versank sie in solche Trauer, dass sie wenige Tage später durch Gram und Entkräftung starb. Man trug die Brautleute zur gleichen Zeit zu Grabe, wobei der Trauerzug über die zwischenzeitlich verwelkten Blumen schritt, die eigentlich dem Hochzeitspaar gegolten hatten.
Ein historischer Kern dieser Geschichte ist nicht belegt.